# Dit Was De Radio
Dit Was De Radio is een Nederlandse podcast-serie van Arjan Snijders, Ron Vergouwen en Harm Edens. Daarin bespreken ze sinds januari 2020 op luchtige wijze wekelijks het laatste radionieuws. Ze laten de opmerkelijkste fragmenten en bloopers van de afgelopen tijd horen. 

## Rubrieken
Arjan is boos!Arjan geeft zijn gepeperde mening over een actualiteit in radioland.
De Post, De Postreacties van luisteraars met vragen en opmerkingen over de radio en de podcast zelf worden besproken.
Het Radio Radvia een draai aan een groot rad in de studio met daarop alle Nederlandse radioprogramma's wordt bepaald welk programma wordt besproken.
De laatste woorden vanhet is een traditie om te luisteren naar de laatste woorden van dj of presentator die afscheid neemt van een zender.
De SBCGRR (de Stichting ter Bevordering van Correct Gebruik van Roffels op de Radio)foutief gebruik van roffels en pauken in radioprogramma's wordt via tips van luisteraars genadeloos afgestraft.
Dat rekenen we goeddj's die de kandidaten in hun radiospelletjes te veel helpen worden op de vingers getikt.
Het BlooperblokjeRon laat de leukste radiobloopers van de afgelopen week horen die zijn ingestuurd door luisteraars.
Syb!aan het einde van elke aflevering is een audio-collage van radio-technicus Sybrand Verwer te horen.
De slotminuuteen bekende of minder bekende radiomaker mag de laatste minuut van de aflevering naar eigen idee invullen.

## ZomerserieThe Tropical Tapes
Hoewel gedurende het hele jaar ook regelmatig bekende radiomakers te gast zijn, brengt Dit Was De Radio elke zomer de interviewserie The Tropical Tapes, waarin de drie presentatoren bekende dj's en presentatoren ontvangen voor een uitgebreid gesprek op een tropische locatie.

## Eerdere series
Dit was de radio is in de podcast-stream gecombineerd met twee eerdere podcasts: 50 Jaar 3FM (met Arjan Snijders, 2015-2016) en 100 Jaar Radio (met Arjan Snijders en Harm Edens, 2019).